# Vízummentességi program
A vízummentességi program, angolul Visa Waiver Program (VWP) az Amerikai Egyesült Államok vízumpolitikájának egyik eleme. A VWP a követelményeinek megfelelő államok állampolgárai számára legfeljebb 90 napos, turisztikai vagy üzleti célú, vízummentes tartózkodást tesz lehetővé az Egyesült Államok területén.
A vízummentességi programot 1986-ban vezették be a turisztikai és üzleti célú beutazások megkönnyítése céljából. Ez egyúttal lehetővé tette, hogy az Egyesült Államok Külügyminisztériumának konzuli szolgálata, valamint más, vízumrendészettel foglalkozó szervek a nagyobb kockázatú országok állampolgárainak történő vízumkiadásra koncentráljanak.
A Konzuli Szolgálat 2021 novemberében a hivatalos honlapján közölte, hogy a vízummentességi program feltételei szerint a Magyarország területén kívül született magyar állampolgárok a továbbiakban nem utazhatnak be az Egyesült Államokba, helyette turistavízumot kell kérniük.
- Figyelemmel az amerikai hatóságok döntésére, azon ESTA-kérelmezők esetében (ESTA: utazási engedélyt jóváhagyó elektronikus rendszer(wd)), akik Magyarország államhatárain kívül születtek, az ESTA a születési hely alapján automatikusan vízumkérelem benyújtására hívja fel az elektronikus beutazási engedélyt igénylő magyar állampolgárokat.

Jelenleg 39 ország részese a vízummentességi programnak:
- Európából Andorra, Ausztria, Belgium, Csehország, Dánia, Egyesült Királyság, Észtország, Finnország, Franciaország (tengeren túli területeit is beleértve), Görögország, Hollandia, Izland, Írország, Lengyelország, Lettország, Liechtenstein, Litvánia, Luxembourg, Magyarország, Málta, Monaco, Németország, Norvégia, Olaszország, Portugália, San Marino, Spanyolország, Svájc, Svédország, Szlovákia és Szlovénia;
- Ázsiából Dél-Korea, Brunei, Japán, Tajvan és Szingapúr;
- Dél-Amerikából Chile;
- Óceániából Ausztrália és Új-Zéland.